# Campus santé
Le Campus Santé est un campus d'Angers situé à proximité du centre-ville dans le quartier des Hauts de Saint-Aubin. Il regroupe les départements de Médecine, de Pharmacie et l'école de Sages-Femmes de la Faculté de Santé rattaché au CHU d'Angers.

## Historique
En 2000, le Centre hospitalier universitaire d'Angers est le premier CHU de France à être accrédité.
En 2005, le Centre hospitalier universitaire d'Angers est le premier CHU de France à être certifié.

## Composition

### Établissements
Le pôle formation du CHU d'Angers comprend la Faculté de Santé située sur le site du CHU. Les différents services hospitaliers accueillent autour de 500 étudiants et internes. Le CHU gère administrativement près de 700 étudiants et internes pour l'ensemble de la subdivision.
Enseignements :
- Centre hospitalier universitaire d'Angers :
  - centre d'enseignement de soins d'urgence ;
  - institut de formation d'aides-soignants ;
  - école de puériculture ;
  - école de sages-femmes René Rouchy ;
  - institut de formation des cadres de santé ;
  - institut de formation en soins infirmiers Anne d'Ollone.
  - institut de formation des ambulanciers
- Département de médecine de la Faculté de Santé
- Département de pharmacie de la Faculté de Santé
- Institution Sainte-Marie

Recherche :
- Développement des partenariats notamment avec le Centre Régional de Rééducation et Réadaptation Fonctionnelles (CRRRF) et les autres institutions sanitaires et sociales.
- Institut Angevin du Cancer qui a pour objectif de constituer le pôle de référence en cancérologie du bassin de population de l'Anjou.

### Équipements
- Restaurant universitaire
- Bibliothèque universitaire de la faculté de santé
- Jardin botanique de la Faculté de pharmacie d'Angers

### Accès
Ligne A du tramway d'Angers